# Cercion malayanum
Cercion malayanum е вид водно конче от семейство Coenagrionidae. Видът не е застрашен от изчезване.

## Разпространение и местообитание
Разпространен е в Индия (Асам, Западна Бенгалия, Махаращра и Раджастан), Индонезия, Непал, Тайланд, Филипини и Шри Ланка.
Обитава сладководни басейни и лагуни.